# Flota Amarilla

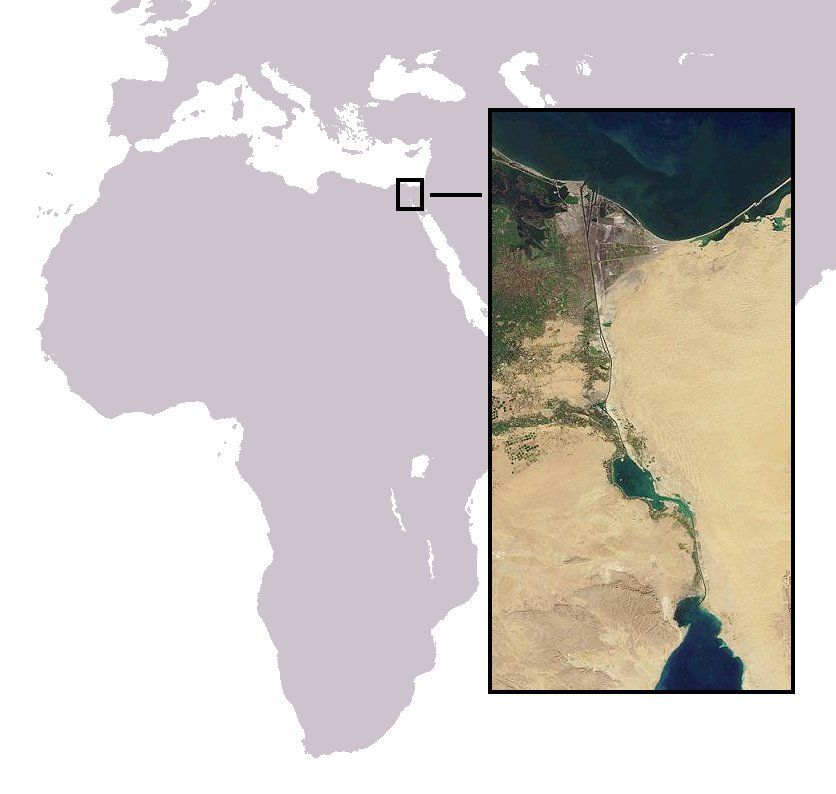
Ubicación del Canal de Suez.

La flota amarilla fue un grupo de catorce barcos que quedaron bloqueados en el Canal de Suez (concretamente en el Gran Lago Amargo) de 1967 a 1975, debido a la Guerra de los Seis Días. El nombre que se le da a esta flotilla proviene del aspecto amarillento de los barcos, que fueron cubiertos con el tiempo por la arena del desierto levantada por el viento.

## Composición de la flota
Los catorce buques mercantes bloqueados en el Gran Lago Amargo eran los siguientes:
- Nordwind (Alemania Occidental)
- Münsterland (Alemania Occidental)
- Killara (Suecia)
- Nippon (Suecia)
- Essayons ex-Sindh (Francia)
- Agapenor (Reino Unido)
- Melampus (Reino Unido)
- Scottish Star (Reino Unido)
- Port Invercargill (Reino Unido)
- African Glen (EE. UU.), que se hundió en 1973 durante la guerra de Yom Kipur
- Djakarta (Polonia)
- Boleslaw Bierut (Polonia)
- Vassil Levsky (Bulgaria)
- Lednice (Checoslovaquia)

Un decimoquinto barco, el Observer (Estados Unidos), quedó varado en el lago Timsah.

## Obligados a echar el ancla
En junio de 1967, los catorce barcos se dirigían hacia el norte a través del Canal de Suez cuando comenzaron los combates entre Israel y Egipto, en lo que se conocería como la Guerra de los Seis Días. Ambos extremos del canal fueron cerrados por orden del gobierno egipcio y después de tres días se hizo evidente que el canal permanecería intransitable durante mucho tiempo tras el hundimiento de barcos para bloquear las entradas. Los catorce barcos se ven obligados a anclar en la parte más ancha del Canal de Suez, el Gran Lago Amargo.

## Bloqueados durante ocho años
En octubre de 1967, los oficiales y la tripulación de los catorce barcos se reunieron en el Melampus para crear la Asociación del Gran Lago Amargo, destinada a proporcionar apoyo mutuo a los miembros de las tripulaciones. En los meses siguientes, los tripulantes se reunieron regularmente a bordo de sus respectivos barcos, organizando eventos sociales, creando un club náutico e incluso organizando las “Olimpiadas del Lago Amargo” en un guiño a los Juegos Olímpicos de México 1968.
En 1972, los últimos miembros de la tripulación de los barcos alemanes fueron finalmente enviados a casa y el mantenimiento de los barcos se confió a una empresa noruega. En la primavera de 1975, el Canal de Suez fue reabierto al transporte internacional, y el 24 de mayo de 1975, los barcos alemanes Münsterland y Nordwind llegaron al puerto de Hamburgo, aclamados por más de 30 000 espectadores. Fueron los únicos barcos capaces de salir del canal con su propia propulsión. Para el Münsterland, ese fue el final de un viaje que comenzó en Australia ocho años, tres meses y cinco días antes.